# Papier teledeltos
 (juillet 2014).
 (juillet 2014).
Si vous disposez d'ouvrages ou d'articles de référence ou si vous connaissez des sites web de qualité traitant du thème abordé ici, merci de compléter l'article en donnant les références utiles à sa vérifiabilité et en les liant à la section « Notes et références ».
Le papier Teledeltos (parfois aussi écrit papier Télédeltos) est un papier conducteur d'électricité. Il est formé par un revêtement de carbone sur un côté d'une feuille de papier. Ce type de papier comporte généralement un côté noir et un côté blanc. 
Ce papier a plusieurs usages dans l'ingénierie, le plus souvent pour modéliser la répartition du champ électrique ou d'autres champs scalaires.